# 裴恩才
裴恩才（1953年12月1日—），天津人，是著名已退役的中国足球运动员、足球教练。

## 简介
裴恩才在1972年正式进入八一足球队，在球队司职中前卫，球员时期他并没有进入过国家队，1982年因伤病过早退役。
退役后裴恩才先后执教八一和北京部队的青年队，1997年，他担任中国国青队的助理教练。1998年裴恩才率领由八一青年队队员组成的八一超能参加乙级联赛，1999年带领八一超能队成功冲上甲B联赛。
2003年3月，裴恩才成为八一队主教练，但很快就因故离开球队，下半年担任武汉黄鹤楼主教练，并在2004年率队夺得首屇中甲联赛冠军成功冲超。
2005年，裴恩才率领武汉黄鹤楼在中超联赛中取得七连胜，6月因调任中国女足主教练要离开武汉队。同年11月，裴恩才向中国足协辞去中国女足主教练一职，之后又回到武汉执教队。
2007年9月，因球队战绩不佳而再次离开武汉队，加盟河南建业，率领河南队在中超联赛保级成功。同年12月裴恩才与江苏舜天签订三年合同，担任球队主教练一职。
2008年率领江苏队夺得中甲联赛冠军成功冲上中超联赛，实现了14年后江苏队重返顶级联赛的夙愿。
2010年赛季结束后，江苏舜天由于不满长期处于中超中游的成绩，不再与裴恩才续约。
2011年2月，裴恩才成为新组建的乙级联赛球队重庆队的第一任主教练。同年6月，由于重庆队在乙级联赛前五轮的成绩未能达到此前合同上签定的标准，俱乐部根据合同解除裴恩才的主教练职务。
2012年11月20日，正式担任天津松江主教练备战2013年中国足球甲级联赛。

## 军衔
裴恩才是军队干部，拥有大校军衔。